# أوقست ويلهلم هارتمان
أوقست ويلهلم هارتمان (بالدنماركية: August Wilhelm Hartmann)‏ هو ملحن دنماركي، ولد في 6 نوفمبر 1775، وتوفي في 15 نوفمبر 1850.

## وصلات خارجية
- أوقست ويلهلم هارتمان على موقع ميوزك برينز (الإنجليزية)